# Christopher Oram
Christopher Oram (...) è uno scenografo e costumista britannico.

## Biografia
Christopher Oram ha studiato al West Sussex College of Art and Design e successivamente si è perfezionato collaborando con gli scenografi Anthony Ward e Ian MacNeil nelle produzioni di Assassins alla Donmar Warehouse (1992), Oliver! al London Palladium e Un ispettore in casa Birling al National Theatre (1994).
Nel corso della sua carriera ha collaborato con i maggiori nomi del teatro britannico e statunitense, lavorando come scenografo e costumista in musical, opere di prosa e opere liriche. Hanno goduto di particolare successo le sue collaborazioni con il Crucible Theatre di Sheffield e la Donmar Warehouse di Londra; ha inoltre disegnato costumi e scenografie per produzioni dirette da Michael Grandage, con cui è unito civilmente dal 2012.
In campo operistico ha curato scenografie e costumi per la Metropolitan Opera House (Don Giovanni, 2011), la San Francisco Opera (Billy Budd, 2019) e l'Houston Grand Opera (Madama Butterfly, 2010). Molto più limititata è invece l'attiva cinematografica, anche se il suo storico collaboratore Kenneth Branagh l'ha voluto come costumista de Il flauto magico nel 2006.
Per la sua attività sulle scene londinesi ha vinto due Premi Laurence Olivier per i migliori costumi (nel 2004 e nel 2015), mentre per il suo lavoro a Broadway ha vinto il Tony Award alla miglior scenografia nel 2010 e il Tony Award ai migliori costumi nel 2015.

## Teatro (parziale)
- Il dilemma del dottore di George Bernard Shaw. Donmar Warehouse (1998)
- La dodicesima notte di William Shakespeare. Crucible Theatre (1998)
- L'ebreo di Malta di Christopher Marlowe. Almeida Theatre (1999)
- Come vi piace di William Shakespeare. Crucible Theatre (2000)
- Merrily We Roll Along di Stephen Sondheim e George Furth. Donmar Warehouse (2001)
- Edoardo II di Christopher Marlowe. Donmar Warehouse (2001)
- Marriage Play/Finding the Sun di Edward Albee. Crucible Theatre (2001)
- Riccardo III di William Shakespeare. Crucible Theatre (2002)
- La tempesta di William Shakespeare. Crucible Theatre (2002)
- Caligola di Albert Camus. Donmar Warehouse (2003)
- Sogno di una notte di mezza estate di William Shakespeare. Crucible Theatre (2002)
- Oleanna di David Mamet. Garrick Theatre (2003)
- Enrico IV di William Shakespeare. Donmar Warehouse (2003)
- Improvvisamente l'estate scorsa di Tennessee Williams. Gaiety Theatre di Dublino (2004)
- Macbeth di William Shakespeare. Almeida Theatre (2005)
- Don Carlos di Friedrich Schiller. Gielgud Theatre (2006)
- Evita di Andrew Lloyd Webber e Tim Rice. Adelphi Theatre (2006)
- Frost/Nixon di Peter Morgan. Donmar Warehouse (2006)
- Re Lear di William Shakespeare. Royal Shakespeare Company (2007)
- Il gabbiano di Anton Čechov. Royal Shakespeare Company (2007)
- Otello di William Shakespeare. Donmar Warehouse (2007)
- Parade di Jason Robert Brown e Alfred Uhry. Donmar Warehouse (2007)
- Ivanov di Anton Čechov. Wyndham's Theatre di Londra (2008)
- Madame de Sade di Yukio Mishima. Wyndham's Theatre (2009)
- Amleto di William Shakespeare. Wyndham's Theatre (2009)
- Un tram che si chiama Desiderio di Tennessee Williams. Donmar Warehouse (2009)
- Red di John Logan. Donmar Warehouse (2009)
- La morte di Danton di Georg Büchner. National Theatre (2010)
- Passion di Stephen Sondheim e James Lapine. Donmar Warehouse (2010)
- Company di Stephen Sondheim e George Furth. Crucible Theatre (2011)
- Zio Vanja di Anton Čechov. Vaudeville Theatre di Londra (2012)
- La gatta sul tetto che scotta di Tennessee Williams. Richard Rodgers Theatre di Broadway (2013)
- Peter and Alice di John Logan. Noël Coward Theatre di Londra (2013)
- Lo storpio di Inishmaan di Martin McDonagh. Noël Coward Theatre di Londra (2013)
- Enrico V di William Shakespeare. Noël Coward Theatre di Londra (2013)
- Il racconto d'inverno di William Shakespeare. Garrick Theatre di Londra (2015)
- Uomo e superuomo di George Bernard Shaw. National Theatre di Londra (2015)
- Romeo e Giulietta. Garrick Theatre di Londra (2016)
- Frozen di Kristen Anderson-Lopez e Robert Lopez. Saint James Theatre di Broadway (2017)

## Filmografia
- Il flauto magico (The Magic Flute), regia di Kenneth Branagh (2006)